# Шаришке Дравце
Шаришке Дравце (слч. Šarišské Dravce) насељено је мјесто са административним статусом сеоске општине (слч. obec) у округу Сабинов, у Прешовском крају, Словачка Република.

## Становништво
| Година:    | 1994. | 2004.   | 2014.   | 2024.   |
| ---------- | ----- | ------- | ------- | ------- |
| Број људи: | 1210  | 1244    | 1224    | 1245    |
| Разлика:   |       | +2,80 % | -1,60 % | +1,71 % |

| Година:    | 2023. | 2024.   |
| ---------- | ----- | ------- |
| Број људи: | 1237  | 1245    |
| Разлика:   |       | +0,64 % |

Према подацима о броју становника из 2011. године насеље је имало 1.257 становника.